# Věž hláska
Věž hláska je stavba, typ strážní nebo pozorovací věže. Využívána je také jako typ opevnění používaný v mnoha částech světa. Hlavním účelem hlásek je nejčastěji zajistit vysoké a bezpečné místo, odkud lze pozorovat okolí. Většinou bývá nebo byla využívána k obranným účelům opevnění.

## Hlásky ve středověku
Ve středověku byly v hradech a městech hláskami nazývány hlavní útočištné/obranné věže hradu, které často fungovaly jako bergfrity (obvykle okrouhlá věž přístupná z prvního patra po jednoduše odstranitelném můstku nebo schodišti), které v případě nutnosti mohly být využity jako samostatná pevnost.

## Hlásky v novověku
V novověku byly/jsou hlásky součástí vězení, koncentračních táborů, gulagů, hlídání hranic zemí aj. Jsou většinou konstruovány jako samostatné věže.